# Обернхайм-Кирхенарнбах
Обернхайм-Кирхенарнбах (нем. Obernheim-Kirchenarnbach) — община в Германии, в земле Рейнланд-Пфальц. 
Входит в состав района Юго-западный Пфальц. Подчиняется управлению Вальхальбен.  Население составляет 1766 человек (на 31 декабря 2010 года). Занимает площадь 8,62 км².